# Уросепса
Уросепса клинички је синдром и компликација тешких поремећаја који потичу из органа мокраћнополног тракта. Карактерише је системско запаљење, обимно оштећење ткива и системски одговор организма. Различити патогени, посебно они присутни у мокраћи и, мокраћним путевима ући у суседна ткива и органе и затим преко крви пренети се у удаљена ткива и органе, изазивајући у њима све познате облике хематогених инфекција: бактеријемију, септикемију/сепсу, пијемију, уросепсу и уросептични шок. Стога су уросепса и уросептички или ендотоксични шок сматрају најтежим обликом инфекције чије је жариште у мокраћнополном систему.
Синдром сепсе, сложен је инфламаторни одговор домаћина на инфекцију, који носи висок морталитет и главни је узрок смрти пацијената на некардијалној интензивној нези. Ипак, рана сепса се често не препознаје правовремено у свакодневној клиничкој пракси. Разлог за то је чињеница да су знаци сепсе јединствени и не разликују уросепсу од септичког стања другог узрока, па о уросепси можемо говорити тек када се дијагностичким методама докаже да је узрок заиста у мокрачном тракту.  
У зависности од географске локације, 9–31% свих случајева сепсе настаје услед инфекције урогениталног тракта и стога се означава  као уросепса. Како популација стари, може се очекивати да ће уролошки коморбидитети (нпр  они повезани са употребом катетера за бешику) постати чешћи, а инциденција уросепсе ће стога вероватно расти.
Најчешћи уролошки узрок сепсе су неки облици  уролитијазе,  аденома простате,  уролошких карцинома и  других уролошких болести која доводе до ометања нормалног протока мокраће унутар мокраћног система.
Епидемиолошки гледано уросепса  се најчешће јавља у оквиру инфекција које су стечене у неком колективу (старачки домови) или у болничком окружењу. Према томе она је  у већини случајева интрахоспитална, нозокомијална (енгл. nosocomial infection), или кућна инфекција, јер је настала код пацијената и медицинског и немедицинског особља у болници или некој другој здравственој или социјалној установи. Уросепса нозокомијалне етиологије може се спречити мерам за спречавање болничких инфекција (скраћивањем боравка у болници, раним уклањањењем мокраћног катетера из мокраћне бешике смањењењем броја епизода неоправдане катетеризације, рационалним коришћењем затворених дренажних система и поштовањем правила дневне асепсе), и избегавања унакрсна инфекција.

## Епидемиологија
Према  проспективној студији из 2003. процењена је једнодневна преваленција сепсе у 310 болница на 454 одељења интензивне неге у Немачкој. Од 1.348 од 3.877 пацијената (34,8%) имало је инфекцију, а 30,8% њих је имало тешку сепсу или септички шок. Повезане бројке преваленције биле су, за сепсу, 85–116/100.000 особа, а за тешку сепсу или септички шок 76–110/100.000 особа; средња старост оболелих била је 67 година. Смртност од тешке сепсе варирала је у зависности од порекла инфекције  и била је укупно 55,2%.
Прогноза уросепсе је повољнија, јер је пријављена стопа морталитета од 20–40% за тешку уросепсу. Генерално, сепса је чешћа код мушкараца него код жена.
Иако је инциденција сепсе у порасту (на пример, са 82,7 на 240,4 случаја на 100.000 особа годишње у САД у периоду 1979–2000. године, што одговара просечном годишњем порасту од 8,7%), смртност од сепсе је значајно опала а морталитет од сепсе је опао са 27,6% у 1994. на 17,9% у 2000. години.

## Етиологија
Уросепса је последица инфекције мокраћног тракта бактеријама међу којима су ентеробактерије најчешћи узрочници болести:
- E. coli (52%)
- Proteus spp.
- Enterobacter spp.
- Klebsiella spp.
- P. aeruginosa
- Грам-позитивне бактерије, као што су ентерококи (5%)

Код пацијената са ризиком од сепсе већа је вероватноћа да ће развити бактеријемију као последицу инфекције уринарног тракта. Опструктивна уропатија узрокује 78% случајева уросепсе, која је према једној студији која је укључивала 205 случајева уросепса била у 43% случајева последица уролитијазе, 25% аденома простате, 18% уролошких карцинома и 14% других уролошких болести.

#### Фактори ризика за уросепсу[1]
- Старост (≥ 65 година.[12]
- Шећерна болест
- Супресија имунитета (трансплантација органа, хемотерапија, лечење кортикостероидима, СИДА)
- Нозокомијална инфекција мокрачних путева стечена на уролошком одељењу.[13]
- Претходне уролошке интервенције

## Патофизиологија
Инфекција или траума доводе до ослобађања патогена и производа патогена (молекуларни обрасци повезани са патогеном) и/или интринзичних сигналних молекула тела (молекуларни обрасци повезани са опасношћу) које препознају рецептори на различитим ћелијама (укључујући систем комплемента, ендотел, масно ткиво) или рецепторе за препознавање образаца. Потоњи могу модулирати имуни одговор путем разних про- и антиинфламаторних медијатора и биомаркера.

### Ефекти на имуни систем
Инфекција активира систем комплемента и нативни имуни систем, што доводи до масовног почетног проинфламаторног одговора. Хематопоетски фактори раста стимулишу стварање неутрофилних гранулоцита, који ослобађају бактерицидне супстанце као што су протеазе и слободни радикали кисеоника. 
Лимфоцити су такође стимулисани да производе антитела и да подигну имуни одговор посредован ћелијама. 
Ендотелне ћелије су индуковане да производе азот оксид, који заузврат снижава васкуларни тонус, изазивајући хипотензију. Оштећени ендотел је абнормално пропустљив и долази до едема.  Ову почетну фазу прати супротна антиинфламаторна (имуносупресивна) фаза која је одговорна за висок морталитет сепсе у њеном каснијем току. 
Макрофаги и неутрофили могу подлећи имунолошкој парализи, а лимфоцити и дендритичне ћелије показују високу стопу апоптозе.

### Ефекти на хемостазу
Прекомерно активиран систем комплемента је уско повезан са системом згрушавања крви. Површински рецептори на ендотелним ћелијама и неутрофилима су регулисани навише, узрокујући повећану међусобну адхезивност. Штавише, систем згрушавања се активира ендотелно синтетизованим инхибитором активатора плазминогена; ово предиспонира тромбозу и дисеминовану интраваскуларну коагулацију (ДИЦ). Низак ниво антитромбина III  и број тромбоцита могу бити први знаци дисеминоване интраваскуларне коагулације. У исто време, антикоагулантне супстанце као што је протеин Ц, промовишу системску коагулацију и доводе до микроциркулацијске инсуфицијенције и хипоксије ткива.

## Дијагноза
| Критеријум         | Знаци и симптоми |
| ------------------ | --- |
| Општи знаци        | - Грозница температура >38,3 °C - Хипотермија <36 °C - Тахикардија >90/min или >2 SD изнад нормалне вредности специфичне за узраст - Тахипнеја >30/min - Оштећен неуролошки статус - Едем или позитиван биланс течности (>20 mL/kg/d) - Хипергликемија (шећер у крви >120 mg/dL или 7,7 mmoL/L) у одсуству претходно дијагностиковане шећерне болести |
| Знаци упале        | - Леукоцитоза >12/nL - Леукопенија <4/nL - Нормалан број леукоцита са >10% незрелих облика - Ц-реактивни протеин >2 SD изнад нормалног - Прокалцитонин >2 SD изнад нормалног |
| Хемодинамски знаци | - Хипотензија (SBP <90 mmHg, MAP <70 mmHg или пад SBP за >40 mmHg на <2 SD испод нормалне вредности специфичне за узраст) - Срчани индекс (CI) >3–5 L/min/m² |
| Дисфункција органа | - Артеријска хипоксемија (paO2/FiO2<300) - Акутна олигурија (<0,5 mL/kg/h или 45 mmoL/L за ≥ 2h) - Креатинин расте за (≥ 0,5 mg/dL) - Коагулопатија (INR >1,5 или aPTT >60 s) - Тромбоцитопенија (<100/nL) - Хипербилирубинемија (укупни билирубин >4 mg/dL or >70 mmoL/L) - Илеус                                                                    |

### Анализа мокраће
Анализа мокраће и уринокултура морају се урадити код свих пацијената са уросепсом пре почетка лечења антибиотиком. Налази уринокултуре средњег тока су од ограничене важности у опструктивном пијелонефритису,   јер је мокраћа са највећим инфективним оптерећењем често изнад опструкције.

### Биомаркери
Уросепса се не може дијагностиковати само на основу биомаркера. Међу свим доступним инфламаторним маркерима, прокалцитонин (ПЦТ) је најбоље проучаван, па се стога препоручује његова употреба за потврду или искључивање тешке сепсе. Прокалцитонин је поузданији од протеина акутне фазе ЦРП  и омогућава диференцијацију бактеријске инфекције од других врста инфекција.
Прокалцитонин нивои:
- испод 0,5 ng/mL практично искључују тешку сепсу или септички шок,
- изнад 2 ng/mL указују на то да су тешка сепса или септички шок врло вероватни.

### Ултрасонографија и ЦТ
Ултрасонографија је метода првог избора због своје брзине и широке доступности. Она омогућава брзо откривање, на пример, хидронефрозе   бубрежни апсцеси  и апсцеса простате. Апсцесе треба пунктирати под ултразвучним (или другим радиолошким) надзором, а уклоњену течност треба микробиолошки проучити.
Ако није јасно да ли је присутан опструктивни пијелонефритис или само фиксирани, ектатични систем чашице бубрежне карлице, може се размотрити дијагностичка пункција бубрежне карлице: низак притисак и негативан тест мокраће искључују инфекцију, тако да се нефростомија треба избегавати.
Ако су ултразвучни налази двосмислени, препоручује се компјутерска томографија абдомена (ЦТ абдомена), како би се откриле све анатомске абнормалности које су изазвале или погоршале уросепсу.

## Терапија
Принципи лечења уросепсе су слични онима за пацијенте са тешком сепсом са било ког места, и заснивају се на следеће три категорије лечења:
- Елиминациј жаришта инфекције и/или  уклањање узрока (лечење антибиотиком и елиминација жаришта или узрока инфекције),
- Потпорна терапија (хемодинамска и плућна стабилизација),
- Додатна терапија  (лечење глукокортикоидима/инсулином)

### Елиминација жаришта инфекције
Парентерално емпиријско антимикробно лечење треба одмах започети. Одабрани антимикробни лекови треба да обезбеде широк спектар покривања потенцијалних уропатогена, укључујући резистентне бактерије. Антимикробну терапију треба поново проценити када резултати мокраће и хемокултуре постану доступни и када се идентификују инфективни организми и њихова осетљивост.
Рано ослобађање од опструкције контролише инфективни фокус и побољшава перфузију органа. Ово је један од разлога зашто је смртност код уросепсе обично нижа него код других септичких облика. 
Елиминација жаришта инфекције и рана контрола компликујућих фактора су важне компоненте каузално усмереног лечења. У случају инфицираног бубрега изнад опструкције, то се постиже унутрашњим уретералним стентирањем или перкутаном нефростомијом (избор између ове две методе може се извршити појединачно).
Уросепсу због велике запремине резидуалне мокраће или акутне ретенције мокраће (чак и без пиурије) најбоље је лечити трансуретралним катетером мокраћне бешике;. У случају акутног простатитиса или епидидимитиса, треба уметнути супрапубични катетер за дренажу мокраће под ниским притиском. Апсцеси или инфициране лимфокеле које захтевају лечење могу се дренирати катетером  пласираним под ултразвучним (или другим радиолошким) надзором. Доношење клиничких одлука у таквим ситуацијама треба да се заснива не само на анатомским појединостима (нпр стриктуре мокраћне цеви), већ и на пацијентовом статусу згрушавања крви (интервенција је могућа под утицајем терапијске антикоагулације).

### Потпорна терапија
Према концепту ране терапије потпорна терапије је усмерене ка хемодинамској стабилизацији која промовише адекватног снабдевања ткива кисеоником.
Чим се посумња на дијагнозу уросепсе, треба започети интравенску примену изотоничног кристалоидног раствора у року од 15 минута, са циљем да се у првом сату примени најмање 30 mL/kg телесне тежине (из опрез  у случају конгестивних болести).
Низак средњи артеријски притисак (МАП < 65mmHg) упркос супституцији запремине је индикација за примену вазопресора (норепинефрина, вазопресорног лека првог избора).
Ако је минутни волумен срца низак упркос терапији запремином, позитивни инотроп добутамин (20 μg/kg/min) је катехоламин првог избора.  Када је перфузија ткива нормална, а у одсуству коронарне болести срца, анемију са вредностима хемоглобина испод 7 g/dL треба лечити трансфузијом концентрата еритроцита. Ниске дозе допамина (5 μg/kg/min) за нефропротекцију се не препоручују.

### Додатна терапија
Додатни трeraапија се даје истовремено са или као додатак потпорној терапији. Лечење глукокортикоидима је контоверзно. Ране рандомизоване студије су показале корист од третмана високим дозама код септичког шока, али новија испитивања открила су повишен морталитет (иако без статистичке значајности) и већи ризик од суперинфекције уз лечење ниским дозама стероида. Само у септичком шоку са хипотензијом отпорном на лечење упркос примени вазопресора и супституцији запремине, примена хидрокортизона (200 mg/d) може се сматрати последњим терапијским средством.
Конвенционално лечење инсулином је супериорније од интензивиране терапије инсулином за пацијенте са сепсом. Није индикована строга контрола гликемије уместо тога, гликемијски циљ треба да буде постављен између 110 mg/dL и 180 mg/dL, уз редовно мерење шећера у крви на сваких 1 до 2 сата.
На основу мета-анализе девет студија мањег обима, у актуелним немачким смерницама наводи се да се интравенска примена селена (чистача радикала) може узети у обзир у лечењу тешке сепсе и септичког шока. Међународне смернице, међутим, не садрже такву препоруку.